# Good Taste Is Timeless
Good Taste Is Timeless è il quinto album del gruppo musicale statunitense The Holy Modal Rounders, pubblicato dall'etichetta discografica Metromedia nel gennaio 1971.
L'album è prodotto da Bob Dorough. I brani vedono avvicendarsi come voce principale i cinque componenti del gruppo.

## Tracce

### Lato A
1. Once a Year
2. Black Bottom
3. Happy Scrapple Daddy Polka
4. Spring of '65
5. Livin' Off the Land
6. Love Is the Closest Thing

### Lato B
1. Boobs a Lot
2. Melinda
3. Generalonely
4. Alligator Man
5. City Blues
6. The Whole World Oughta Go on a Vacation